# Telipna medjensis
Telipna medjensis är en fjärilsart som beskrevs av Holland 1920. Telipna medjensis ingår i släktet Telipna och familjen juvelvingar. Inga underarter finns listade i Catalogue of Life.